# Carlo Antonio Casnedi
Carlo Antonio Casnedi, né à Milan, Duché de Milan, en 1643 et mort à Badajoz dans le royaume d'Espagne en 1725, est un théologien jésuite italien.

## Biographie
Carlo Antonio Casnedi rejoint les Jésuites en 1663. Après sa formation au Collège romain, il est ordonné prêtre en 1668. Sa première mission est l'enseignement : il enseigne la métaphysique et la logique au collège de Brera. Devenu confesseur du gouverneur de Milan Juan Tomás Enríquez de Cabrera, il le suit en 1686 quand ce dernier retourne à Madrid avec ce dernier.
En 1700, au moment de la Guerre de Succession d'Espagne, quand Cabrera refuse de servir le nouveau roi d'Espagne, Philippe V, petit-fils de Louis XIV, et se retire à Lisbonne, Casnedi l'accompagne, malgré la désapprobation du supérieur général des Jésuites, Tirso González, qui souhaitait qu'il prenne sa distance avec son protecteur.
Carlo Antonio Casnedi ne regagne la confiance de ses supérieurs que sous le généralat de Michelangelo Tamburini qui le nomme vice-provincial des Jésuites du Portugal avec la mission de le tenir informé de ce qui se passe dans la province, devenue particulièrement hostile aux Espagnols. Devenu par ailleurs examinateur pour l'Inquisition portugaise et espagnole, il ose des avis qui lui valent l'hostilité jusqu'au roi Jean V de Portugal qui le fait expulser en 1725 de son royaume. Il meurt en Espagne à plus de 80 ans passés.

## Œuvres
Carlo Antonio Casnedi est l'auteur d'une somme de théologie en 5 tomes : Crisis theologica, défendant le probabilisme, condamnant le quiétisme, prudent sur l'expérience mystique, défendant l'infaillibilité pontificale. Sa théologie reçut dès son vivant de nombreuses critiques. Elle fit l'objet d'une censure interne dans la Compagnie de Jésus elle-même.